# Бомпар, Манюэль
Манюэль Бомпар (фр. Manuel Bompard; род. 30 марта 1986, Фирмини) — французский политик, координатор партии «Непокорённая Франция» с 2022 года.

## Биография
Родился 30 марта 1986 года в Фирмини (департамент Луара), мать — государственная служащая, отец работал в сфере информационных технологий. Рос с двумя своими братьями в департаменте Дром, куда переехала семья. Окончил Национальную высшую школу информатики и прикладной математики (ENSIMAG) в Гренобле, в 2011 году защитил в Университете Ниццы — Софии Антиполис диссертацию по прикладной математике в аэронавтике.
В 2005 году выступал против принятия Конституции Европейского союза, в 2008 году вступил в Левую партию Жан-Люка Меланшона, в 2017 году руководил президентской кампанией Меланшона, в 2019 году стал кандидатом Непокорённой Франции на европейских выборах.
19 июня 2022 года, будучи кандидатом от левоцентристской коалиции NUPES, победил во втором туре парламентских выборов в 4-м округе департамента Буш-дю-Рон с результатом 73,92 %, не оставив ни единого шанса представительнице макронистского блока «Вместе» Наджад Акодад (в первом туре получил 56,04 % голосов против 14,88 %, поданных за Акодад). В Европарламенте его заменила Марина Мезюр.
10 декабря 2022 года избран координатором Непокорённой Франции.